# Католицизм в Лесото

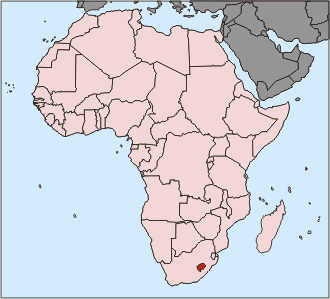
Лесото (выделено красным)

Католицизм в Лесото или Католическая церковь в Лесото является частью всемирной Католической церкви. Численность католиков в Лесото составляет около 900 тысяч человек (около 41 % от общей численности населения).

## История
Первые католические миссионеры из монашеского ордена облатов Непорочной Девы Марии прибыли город Рома в 1850 году. Территория сегодняшнего Лесото входила в апостольский викариат Наталя. Наибольшую роль в распространении католицизма в Лесото сыграл монах Иосиф Жерар, который в 1988 году был причислен к лику блаженных.
В 1894 году Святой Престол учредил апостольскую префектуру Басутоленда, выделив её из апостольского викариата Кимберли в Оранжевой Республике (сегодня — Епархия Кимберли) В 1909 году апостольская префектура Басутоленда была преобразована в апостольский викариат.
В 1924 году в городе Рома была основана первая католическая семинария.
В 1951 году апостольский викариат Басутоленда был преобразован в епархию Масеру, которая в 1961 году была возведена в ранг архиепархии. В 1952 году была образована епархия Лерибе и в 1962 году — епархия Цгачас-Нека. В 1977 году была основана епархия Мохалес-Хука.
В сентябре 1988 году Лесото посетил с пастырским визитом Римский папа Иоанн Павел II.

## Современное состояние
19 августа 1967 года были установлены дипломатические отношения между Ватиканом и Лесото. Резиденция нунция находится в городе Претория в Южной Африке.
В настоящее время Католическая церковь играет важную роль в религиозной, культурной и образовательной жизни страны. Католическая церковь основала в 1945 году Национальный университет Лесото.
В 1959 году во время выборов Католическая церковь поддерживала Национальную партию басуто, выступавшую за независимость Лесото и пришедшую к власти при обретении страной независимости.
Сегодня около 40 % частных школ спонсируются Католической церковью.

### Структура
Централизованным органом Католической церкви в Лесото является Конференция католических епископов Лесото. В настоящее время в Лесото действует 1 архиепархия, 3 епархии, 86 приходов. Литургическим языком Католической церкви в Лесото является английский язык.
- Архиепархия Масеру;
  - Епархия Лерибе;
  - Епархия Мохалес-Хука;
  - Епархия Цгачас-Нека.

## Источник
- Католическая Энциклопедия, т. 2, изд. Францисканцев, М., 2005, стр. 1629, ISBN 5-89208-054-4